# Georges Adouan
Georges Adouan (né en 1947 à Deir-el-Qamar) est un homme politique libanais.

## Biographie
Georges Adouan est un avocat, diplômé de l'université Saint-Joseph de Beyrouth en 1971. Il est proche des partis de la droite chrétienne libanaise.
Avec le déclenchement de la guerre civile, il est l'un des dirigeants du Tanzim), une organisation militaire de la coalition des Forces libanaises. Il occupa le poste de secrétaire général des Forces libanaises sous le commandement de Fady Frem.
Il entre dans l'ombre durant la période syrienne qui a suivi la fin de la guerre et réapparaît lors de la Révolution du Cèdre, comme conseiller de Sethrida Geagea, épouse de Samir Geagea, leader des Forces libanaises.

Il sera élu quelques semaines plus tard député maronite du Chouf, sur la liste dirigée par Walid Joumblatt, président du Parti socialiste progressiste, en signe de réconciliation entre le PSP et les FL, au sein de l'Alliance du 14 Mars. Il est réélu en 2009.
Avec la sortie de prison de Samir Geagea et la réorganisation des Forces libanaises, Georges Adouan devient vice-président du comité exécutif de ce parti, et l'une de ses figures-clés.

## La guerre civile libanaise et Al-Tanzim
L'intervention militaire de la Syrie en juin 1976 et son approbation tacite par Georges Adwan (qui cumulait à l'époque la présidence du MdC avec celle de secrétaire général du Front libanais) ont cependant provoqué une fragmentation du mouvement, qui s'est divisé entre un élément pro-syrien dirigé par Adwan lui-même et une majorité radicalement anti-syrienne rassemblée autour de Mahfouz et Zouein. Une tentative de coup d'État orchestrée par Adwan, au cours de laquelle ce dernier a tenté de prendre le contrôle du QG militaire des Tanzim Dekwaneh, a entraîné une profonde division au sein de l'organisation. Mahfouz et Zouein, qui s'opposaient à la position et au comportement d'Adwan, ont joué un rôle crucial dans la prévention de nouvelles effusions de sang parmi les membres du groupe (malgré le fait qu'Adwan ait assassiné Tony Khater, un autre membre des Tanzim) en reprenant le contrôle du mouvement et en évinçant Adwan du conseil de direction du MdC/Tanzim à la fin de cette année-là.